# 科爾武河畔米蘭達

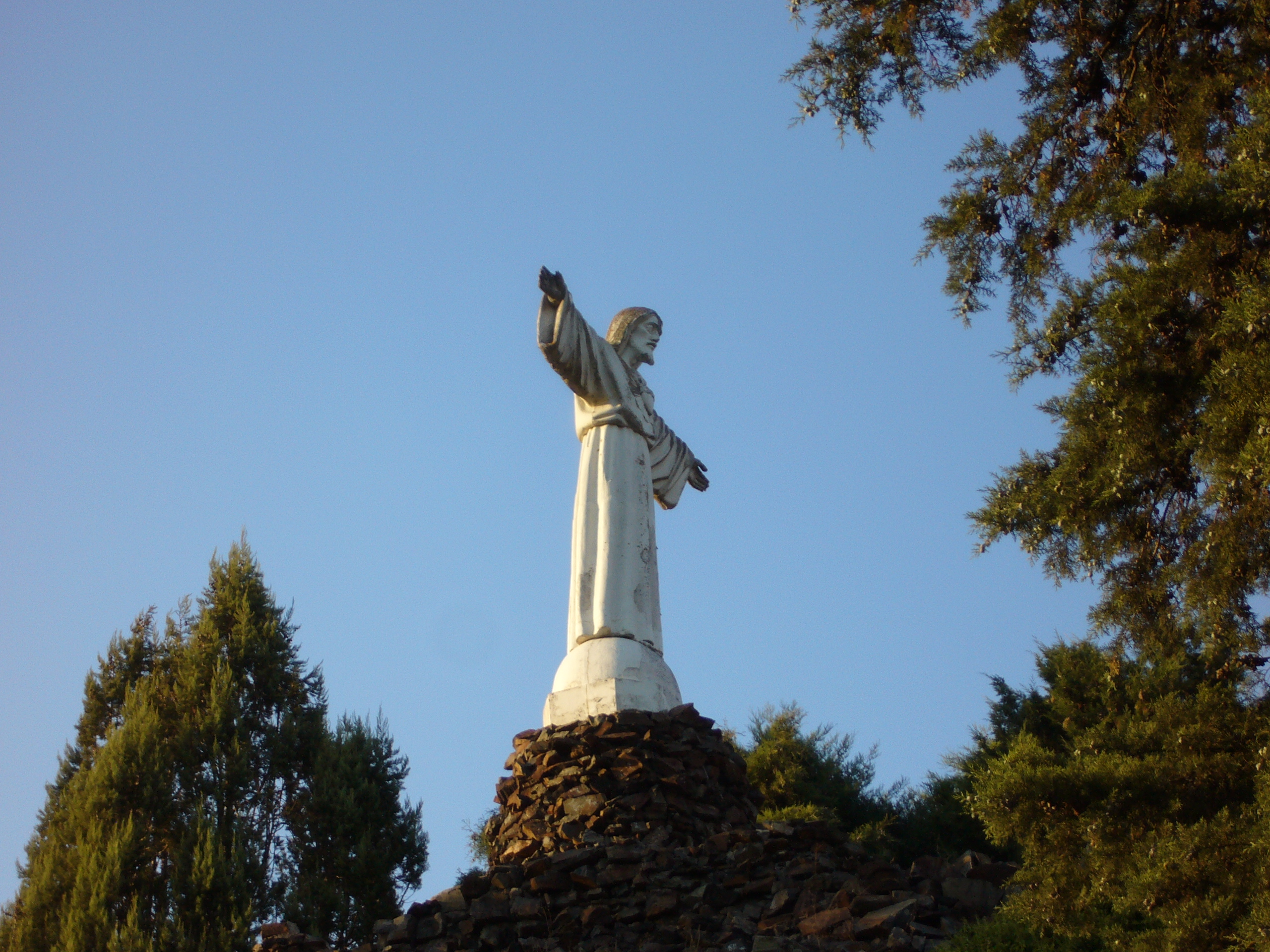

40°6′N 8°20′W / 40.100°N 8.333°W
科爾武河畔米蘭達（葡萄牙語：Miranda do Corvo），是葡萄牙的城鎮，位於該國中部，由科英布拉區負責管轄，始建於1136年，面積126.38平方公里，2011年人口13,098，人口密度每平方公里103.64人。

## 友好城市
- 法國 讷沙托